# Ivanoff Hovercraft

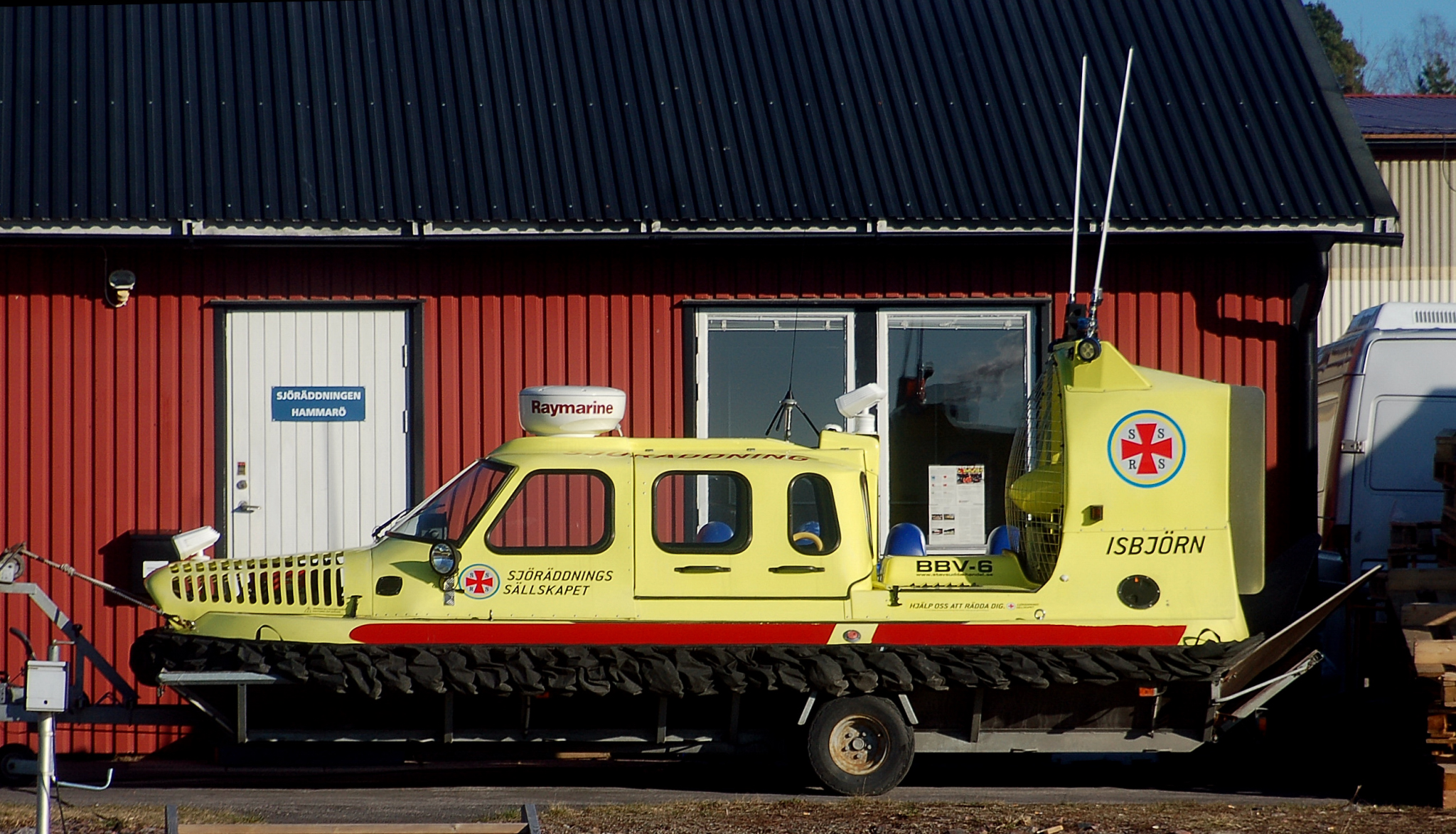
Rescue Isbjörn utanför Räddningsstation Hammarö, 2012

Ivanoff Hovercraft AB är ett svenskt familjeägt tillverkningsföretag av svävare, som ligger i Djurhamn i Värmdö kommun.
Ivanoff Hovercraft grundades 1978 som Norra Stavsudda Handel i Norra Stavsudda av Göran Ivanoff och ägs och drivs numera av sonen Magnus Ivanoff. Företaget bytte 2007 namn till Ivanoff Hovercraft och flyttade 2010 till Djurhamn på Djurö. Det tillverkar små svävare i glasfiberarmerad plast i två modeller: Den öppna IH-3 för tre personer inklusive förare och den täckta IH-6 för sex personer inklusive förare, vilka utvecklats i samarbete med den brittiska konstruktörsfirman Bill Baker Vehicles Ltd.
Företaget största kund har varit Sjöräddningssällskapet, som sedan 00-talet byggt upp en flotta av svävare för isräddning på omkring 18 sjöräddningsstationer i mellersta och norra Sverige.